# Aeroportul Internațional San Bernardino
Aeroportul Internațional San Bernardino (IATA: SBD, ICAO: KSBD, FAA LID: SBD) este un aeroport din California, Statele Unite ale Americii ce deservește zona San Bernardino. Aeroportul a fost tranzitat în 2019 de 196 de pasageri. A fost numit după zona deservită.
Situat la o altitudine de 353 m, aeroportul dispune de 1 pistă.

## Infrastructură

### Piste
Aeroportul dispune de o singură pistă. Pista 06/24 are suprafața de beton și dimensiunile 10.000 picioare × 200 picioare. 